# Skin Deep
Skin Deep (titulada Una cana al aire en España y El mujeriego o Yo y mis mujeres en Hispanoamérica)  es una película estadounidense de 1989 dirigida por Blake Edwards y protagonizada por John Ritter en la cúspide de su carrera gracias a la sitcom Three's Company.

## Sinopsis
Un escritor de éxito, tras ser abandonado por su mujer, se convierte en un donjuán mujeriego, pero las cosas siempre no salen a su gusto, porque las mujeres le traen muchos problemas.

## Otros
- Productora: Morgan Creek Productions
- Color: Technicolor